# 26 iunie
ianuarie • februarie • martie  • aprilie  • mai  • iunie  • iulie  • august  • septembrie  • octombrie  • noiembrie  • decembrie
26 iunie este a 177-a zi a calendarului gregorian și a 178-a zi în anii bisecți. Mai sunt 188 de zile până la sfârșitul anului.

## Evenimente

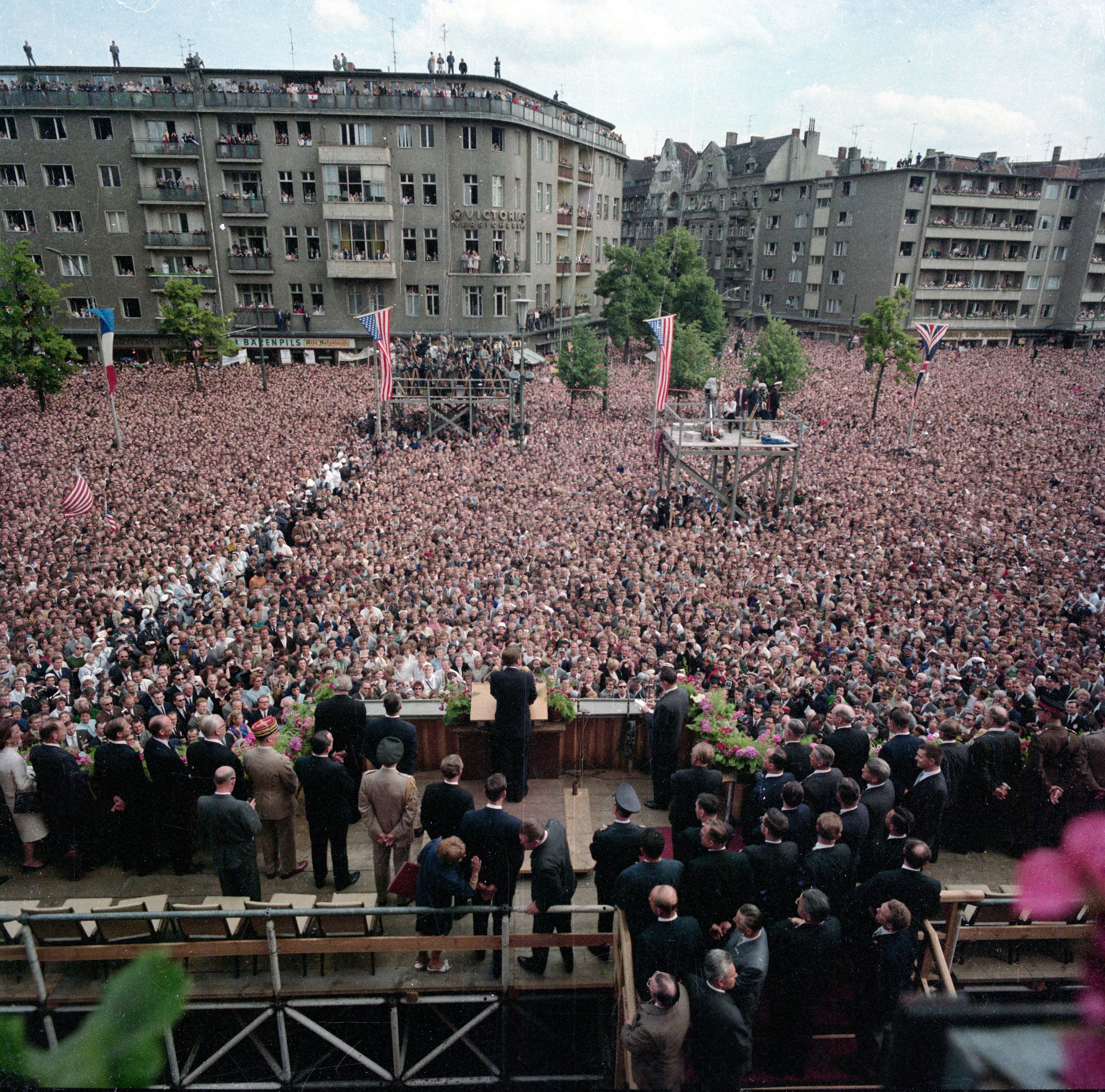
26 iunie: Discursul președintelui american, John F. Kennedy (Ich bin ein Berliner), în Rudolph Wilde Platz (astăzi John-F.-Kennedy-Platz), Berlinul de Vest, Republica Federală Germania.

- 0363: Moartea împăratului roman Flavius Claudius Iulianus într-o luptă împotriva Imperiului sasanizilor, duce în aceeași zi la stabilirea succesorului său Flavius Claudius Iovianus.
- 0684: Benedict II devine papă.
- 1241: A fost fondat orașul Hanovra (Germania).
- 1483: Richard al III-lea devine rege al Angliei.
- 1599: Un nou tratat între Țara Românească și Transilvania; Mihai Viteazul a acceptat suzeranitatea lui Andrei Bathory, iar acesta a recunoscut domnia ereditară în familia lui Mihai Viteazul.
- 1819: Este patentată bicicleta.
- 1848: Guvernul revoluționar de la București a decretat eliberarea robilor țigani aparținând boierilor.
- 1877: Schimb de focuri între artileria română și cea otomană în zona Calafat-Vidin; a cazut la datorie sergentul Nicolae Popescu, prima jertfă românească în războiul de independență.
- 1886: Chimistul Henri Moissan a descoperit fluorul, fiind distins pentru aceasta cu Premiul Nobel, în 1906.
- 1895: S-a constituit „Liga votului universal", care milita pentru obținerea votului universal.
- 1906: În localitatea franceză Le Mans, 32 mașini concurează pentru prima dată la primul Grand Prix din lume.
- 1935: În Germania Nazistă se introduce serviciul obligatoriu de șase luni, Reichsarbeitsdienst RAD, pentru bărbații între 18 și 25 de ani.
- 1941: Al Doilea Război Mondial: Finlanda se alătură Germaniei în războiul antisovietic.
- 1941: Al Doilea Război Mondial: NKVD ucide 100 de prizonieri politici într-o strâmtoare în apropiere de Minsk, Belarus.
- 1945: A fost semnată, la San Francisco, Carta Națiunilor Unite.
- 1963: Exprimând sprijinul SUA pentru locuitorii Berlinului, președintele Kennedy vizitează orașul la doi ani după construirea Zidului Berlinului. Adresându-se unei mulțimi uriașe, el spune: Astăzi, într-o lume a libertății, cea mai mare mândrie este să spun: Ich bin ein Berliner.
- 1964: The Beatles lansează albumul A Hard Day's Night.
- 1967: Karol Wojtyła, viitorul papă Ioan Paul al II-lea, este învestit cu titlul de cardinal.
- 1974: Prima utilizare comercială a codurilor de bare într-un supermarket american.
- 1977: Are loc ultimul concert al lui Elvis Presley, la Market Square Arena, din Indianapolis.
- 1986: A fost inaugurat noul edificiu al Palatului Copiilor din București.
- 1995: Președintele egiptean, Hosni Mubarak, a supraviețuit unui grav atentat, la Addis Abeba, în Etiopia.
- 2000: Vaticanul face public cel de-al treilea secret revelat de Fecioara Maria, 13 iulie 1917, celor trei copii păstori în localitatea portugheză Fatima.
- 2006: Ursul problemă, numit „Bruno”, este împușcat în Bavaria. El este primul urs împușcat pe teritoriul german după 170 de ani.
- 2009: Venețiana Giorgia Boscolo devine prima femeie gondolier, meserie exclusiv masculină de peste 900 ani.
- 2013: România este în doliu național, după accidentul din 23 iunie 2013 din Muntenegru, unde au murit 18 români.

## Nașteri
- 1593: George Herbert, poet și orator englez (d. 1633)
- 1730: Charles Messier, astronom francez (d. 1817)
- 1824: Lord Kelvin, fizician britanic (d. 1907)
- 1869: Pablo Uranga, pictor spaniol (d. 1934)
- 1892: Pearl S. Buck, scriitoare americană, laureată a Premiului Nobel (d. 1973)
- 1898: Wilhelm Emil Messerschmitt, un constructor german de avioane (d. 1978)
- 1908: Salvador Allende, politician chilian și președintele Chilei din 1970 - 1973 (d. 1973)
- 1909: Valeriu Novacu, fizician român (d. 1992)
- 1937: Robert C. Richardson, fizician american (d. 2013)
- 1968: Paolo Maldini, fotbalist italian
- 1949: Decebal Traian Remeș, politician român (d. 2020)
- 1955: Mohammad Mokhber, politician iranian, președinte interimar al Iranului (19 mai 2024 – 28 iulie 2024)
- 1979: Ryan Benjamin Tedder, cântăreț și producător american
- 1985: Ana Ularu, actriță română de scenă, voce, televiziune și film
- 1993: Ariana Grande, actriță și cântăreață americană

## Decese
- 0363: Iulian Apostatul, împărat roman (n. 331)
- 1541: Francisco Pizarro, conchistador spaniol
- 1655: Margareta de Savoia, viceregină a Portugaliei (n. 1589)
- 1683: Hedwig Sophie de Brandenburg, regentă de Hesse-Kassel (n. 1623)
- 1830: Regele George al IV-lea al Regatului Unit (n. 1762)
- 1878: Mercedes d'Orléans, prima soție a regelui Alfonso al XII-lea al Spaniei (n. 1860)
- 1900: Nicolae Kretzulescu, medic și politician român (n. 1812)
- 1927: Armand Guillaumin, pictor francez (n. 1841)
- 1936: Constantin Stere, scriitor și politician român (n. 1865)
- 1957: Alfred Döblin, scriitor german (n. 1878)
- 1967: Françoise Dorléac, actriță franceză (n. 1942)
- 1992: Grigore Ionescu, arhitect român, membru al Academiei Române (n. 1904)
- 1994: Idel Ianchelevici, sculptor și pictor franco-belgian de origine română, membru de onoare al Academiei Române  (n. 1909)
- 2000: Corneliu Mănescu, politician român (n. 1916)
- 2003: Strom Thurmond, politician american (n. 1902)
- 2010: Algirdas Brazauskas, președinte al Lituaniei (n. 1932)
- 2013: Dumitru Matcovschi, poet, prozator, academician și dramaturg din Republica Moldova (n. 1939)
- 2015: Evgheni Primakov, politician rus, premier al Rusiei în perioada 1998-1999 (n. 1929)
- 2020: Kelly Asbury, 60 ani, regizor, scenarist, actor de dublaj și scriitor american (n. 1960)
- 2022: Frank Moorhouse, scriitor australian (n. 1938)

## Sărbători
- Sf. Cuv. David din Tesalonic (calendar ortodox)
- Sf. Ier. Ioan, episcopul Goției (calendar ortodox)
- Sf. Ioan și Paul, martiri (calendar romano-catolic)

- Ziua Internațională pentru Sprijinirea Victimelor Torturii
- Ziua Internațională Împotriva Abuzului și Traficului Ilicit de Droguri (ONU) (din 1988)

- România: Ziua drapelului național (din 1998)
- Madagascar: Ziua națională. Aniversarea proclamării independenței față de Franța (1960)